# Zardanashen
Zardanashen (in armeno Զարդանաշեն?, in azero Zərdanaşen) è una piccola comunità rurale del distretto di Xocavənd, in Azerbaigian, fino al 2020 appartenente alla regione di Martuni nella repubblica dell'Artsakh (fino al 2017 denominata repubblica del Nagorno Karabakh).
Nel 2005 contava poco meno di cento abitanti ed è la comunità più ad ovest della regione amministrativa di appartenenza. Si trova nei pressi della sorgente del fiume Varanda.